# Carl Ringvold (1902–1961)
Carl August Ringvold (ur. 16 grudnia 1902 w Kristianii (Oslo), zm. 27 sierpnia 1961 tamże) – norweski żeglarz sportowy. Złoty medalista olimpijski z Paryża.
Zawody w 1924 były jego jedynymi igrzyskami olimpijskimi. Triumfował w klasie 8 m, a wśród członków załogi był również jego ojciec o tym samym imieniu.